# Lepidotrigla musorstom
Lepidotrigla musorstom är en fiskart som beskrevs av Del Cerro och Lloris, 1997. Lepidotrigla musorstom ingår i släktet Lepidotrigla och familjen knotfiskar. Inga underarter finns listade i Catalogue of Life.